# Мікеле Кампорезе
Мікеле Кампорезе (італ. Michele Camporese, нар. 19 травня 1992, Піза, Італія) — італійський футболіст, захисник клубу «Порденоне».
Виступав за молодіжну збірну Італії.

## Клубна кар'єра
Народився в місті Піза, у районі Тірренія. Розпочав займатись футболом з 5 років в клубі Polisportiva Garzella Marinese, а у віці 11 років потрапив в академію «Фіорентини». З командою до 17 років Кампорезе став чемпіоном Італії, а згодом став капітаном молодіжної команди.
Мікеле дебютував за першу команду «Фіорентини» в матчі на Кубок Італії проти «Емполі» 26 жовтня 2010 року, замінивши на 66-й хвилині Алессандро Гамберіні. 20 листопада 2010 року Кампорезе зіграв свій перший матч у Серії А, вийшовши на заміну в перерві замість травмованого Чезаре Наталі у грі з «Міланом» на «Сан-Сіро». У наступному матчі проти «Ювентусу» Мікеле вийшов у стартовому складі замість дискваліфікованого Пера Крелдрупа. 13 лютого 2011 року Кампорезе забив у ворота «Палермо» свій перший гол у кар'єрі. Всього у своєму першому професійному сезоні Кампорезе зіграв 11 матчів за першу команду у всіх турнірах. Паралельно Мікеле продовжував грати і за молодіжну команду, з якою того сезону став фіналістом Турніру Віареджо і переможцем молодіжного Кубка Італії.
У наступному сезоні Кампорезе продовжив свій контракт з «фіалками» до 2016 року, проте вперше зіграв в чемпіонаті лише 7 березня 2012 року в матчі проти «Парми» (2:2), через що за другий сезон зіграв менше матчів ніж у першому — лише 9 у всіх турнірах, а у наступному сезоні 2012-13 він взагалі не зіграв у жодному матчі через травми.
13 липня 2013 року Кампорезе був відданий в оренду з правом викупу в «Чезену» з Серії В. Там він зіграв 18 матчів в чемпіонаті і 3 в плей-оф, які дозволили клубу повернутись до Серії А. Проте «морські коники» не стали викупати контракт гравця, через що 11 серпня 2014 року він знову був відданий в оренду до клубу Серії В — «Барі», де він зіграв 21 матч.
24 липня 2015 року Кампорезе підписав трирічний контракт з клубом Серії А «Емполі». Дебютував за нову команду 31 січня 2016 року в матчі проти «Наполі», якій його клуб зазнав розгромної поразки 1:5. В подальшому до кінця сезону Мікеле зіграв ще лише один матч у чемпіонаті, так і не закріпившись у вищому дивізіоні.
Влітку 2016 року Кампорезе приєднався до «Беневенто» з Серії В, якому в першому ж сезоні допоміг виграти плей-оф та вперше в історії команди вийти до Серії А.
Утім, так й не провівши жодної гри за цю команду в елітному дивізіоні, Мікеле у вересні 2017 року приєднався до «Фоджі», а за два роки став гравцем команди «Порденоне».

## Виступи за збірні
Кампорезе залучався до юнацьких збірних Італії починаючи з 16-річного віку. У складі збірної до 17 років дійшов до півфіналу на юнацькому чемпіонаті Європи 2009 у Німеччині, де його команда поступилась 0:2 проти господарів першості. Цей результат дозволив команді кваліфікуватись на юнацькоий чемпіонат світу 2009 року, де Кампорезе зіграв у чотирьох матчах, а Італія вилетіла в чвертьфіналі, програвши швейцарцям. Пізніше Мікеле грав за збірні U-18 і U-19, в яких він був капітаном. Всього взяв участь у 31 іграх на юнацькому рівні, відзначившись 2 забитими голами.
2010 року з приходом Чіро Феррари на посаду головного тренера молодіжної збірної Італії, Кампорезе був викликаний до неї і дебютував 17 листопада 2010 року в товариському матчі проти Туреччини (2:1) в Фермо, вийшовши на заміну замість Ріккардо Броско. Всього на молодіжному рівні зіграв у 8 офіційних матчах.
2013 року зіграв один матч у складі другої збірної Італії, в якому забив гол.
З 10 по 12 березня 2014 року був викликаний тренером головної збірної Чезаре Пранделлі для стажування, яке було організоване для перегляду молодих гравців напередодні чемпіонату світу 2014 року, проте в команді не залишився.

## Статистика виступів

### Статистика клубних виступів
Станом на 18 липня 2019 року
| Сезон                  | Команда                | Чемпіонат              | Чемпіонат | Чемпіонат | Національний кубок | Національний кубок | Національний кубок | Континентальні кубки | Континентальні кубки | Континентальні кубки | Інші змагання | Інші змагання | Інші змагання | Усього | Усього | Усього |
| Сезон                  | Команда                | Ліга                   | Ігор      | Голів     | Ліга               | Ігор               | Голів              | Ліга                 | Ігор                 | Голів                | Ліга          | Ігор          | Голів         | Ігор   | Голів  |        |
| ---------------------- | ---------------------- | ---------------------- | --------- | --------- | ------------------ | ------------------ | ------------------ | -------------------- | -------------------- | -------------------- | ------------- | ------------- | ------------- | ------ | ------ | ------ |
| 2010–11                | «Фіорентина»           | A                      | 9         | 1         | КІ                 | 2                  | 0                  | -                    | -                    | -                    | -             | -             | -             | 11     | 1      |        |
| 2011–12                | «Фіорентина»           | A                      | 7         | 0         | КІ                 | 2                  | 0                  | -                    | -                    | -                    | -             | -             | -             | 9      | 0      |        |
| 2012–13                | «Фіорентина»           | A                      | 0         | 0         | КІ                 | 0                  | 0                  | -                    | -                    | -                    | -             | -             | -             | 0      | 0      |        |
| Усього за «Фіорентину» | Усього за «Фіорентину» | Усього за «Фіорентину» | 16        | 1         |                    | 4                  | 0                  |                      | -                    | -                    |               | -             | -             | 20     | 1      |        |
| 2013–14                | «Чезена»               | B                      | 18+3      | 2         | КІ                 | 2                  | 1                  | -                    | -                    | -                    | -             | -             | -             | 23     | 3      |        |
| 2014–15                | «Барі»                 | B                      | 21        | 0         | КІ                 | 1                  | 0                  | -                    | -                    | -                    | -             | -             | -             | 22     | 0      |        |
| 2015–16                | «Емполі»               | A                      | 2         | 0         | КІ                 | 0                  | 0                  | -                    | -                    | -                    | -             | -             | -             | 2      | 0      |        |
| 2016–17                | «Беневенто»            | B                      | 28+5      | 0         | КІ                 | 0                  | 0                  | -                    | -                    | -                    | -             | -             | -             | 33     | 0      |        |
| серп. 2017             | «Беневенто»            | B                      | -         | -         | КІ                 | 1                  | 0                  | -                    | -                    | -                    | -             | -             | -             | 1      | 0      |        |
| Усього за «Беневенто»  | Усього за «Беневенто»  | Усього за «Беневенто»  | ?5        | 0         |                    | 1                  | 0                  |                      | -                    | -                    |               | -             | -             | 34     | 0      |        |
| вер. 2017–18           | «Фоджа»                | B                      | 38        | 1         | КІ                 | 0                  | 0                  | -                    | -                    | -                    | -             | -             | -             | 38     | 1      |        |
| 2018–19                | «Фоджа»                | B                      | 10        | 2         | КІ                 | 1                  | 0                  | -                    | -                    | -                    | -             | -             | -             | 11     | 2      |        |
| Усього за «Фоджу»      | Усього за «Фоджу»      | Усього за «Фоджу»      | 48        | 3         |                    | 1                  | 0                  |                      | -                    | -                    |               | -             | -             | 49     | 3      |        |
| Усього за кар'єру      | Усього за кар'єру      | Усього за кар'єру      | 133+8     | 6         |                    | 9                  | 1                  |                      | -                    | -                    |               | -             | -             | 150    | 7      |        |